# Запорожець Данило Семенович
Дани́ло Семе́нович Запоро́жець (1899, місто Миколаїв — 22 листопада 1921, містечко Базар, нині село, Народицький район) — бухгалтер скарбниці 4-ї Київської дивізії Армії УНР, Герой Другого Зимового походу.

## Життєпис
Народився у 1899 році у місті Миколаїв, нині обласний центр України (тоді Херсонської губернії) в українській селянській родині. Батько працював робітником цукрового заводу у місті Бердичів.
Мав двокласну освіту. Працював службовцем казначейства. Не входив до жодної партії.
У вересні 1919 року був мобілізованим до Армії УНР, де служив писарем.
Під час Другого Зимового походу — бухгалтер скарбниці 4-ї Київської дивізії.
Потрапив у полон 16 листопада 1921.
Розстріляний більшовиками 22 листопада 1921 року у місті Базар, нині Народицький район, Житомирська область (тоді Базарська волость, Овруцький повіт, Волинська губернія).
Реабілітований 25 березня 1998 року.

## Вшанування пам'яті
- Його ім'я вибите серед інших на Меморіалі Героїв Базару.